# Tour El Brillo de Mis Ojos
 Tour El Brillo de Mis Ojos  es una gira musical del cantante y compositor mexicano Jesús Adrián Romero, hecha con el fin de promocionar su tercer álbum de estudio El brillo de mis ojos (2010).
La gira recorrió países como Estados Unidos, México, Argentina, Colombia, Chile y Puerto Rico, entre otros.

## Antecedentes
El 26 de marzo de 2010, Jesús Adrián Romero lanza su álbum titulado El brillo de mis ojos, este desprende la nueva gira del cantante mexicano, con la cual recorre Estados Unidos y América Latina.

## Datos
El tour fue ganador en los Premios AMCL como “Mejor Tour del Año” en 2010, y fue nominado en la misma categoría en 2011.

## Fechas de la gira
| Latinoamérica            |                     |                      |                                                          |
| 9 de abril de 2010       | San Salvador        | El Salvador          |                                                          |
| Norteamérica             |                     |                      |                                                          |
| 24 de abril de 2010      | Monterrey           | México               | Arena Monterrey                                          |
| Latinoamérica            |                     |                      |                                                          |
| 26 de mayo de 2010       | Bogotá              | Colombia             | Estadio Nemesio Camacho El Campín                        |
| 27 de mayo de 2010       | Valledupar          | Colombia             | Parque de la Leyenda Vallenata "Consuelo Araújo Noguera" |
| Norteamérica             |                     |                      |                                                          |
| 4 de junio de 2010       | Ciudad de México    | México               | Auditorio Nacional                                       |
| 5 de junio de 2010       | Ciudad de México    | México               | Auditorio Nacional                                       |
| 11 de septiembre de 2010 | Chicago             | Estados Unidos       | Sears Centre Arena                                       |
| 9 de octubre de 2010     | Los Ángeles         | Estados Unidos       | Nokia Theatre                                            |
| Latinoamérica            |                     |                      |                                                          |
| 21 de octubre de 2010    | Bucaramanga         | Colombia             |                                                          |
| 22 de octubre de 2010    | Cali                | Colombia             |                                                          |
| 23 de octubre de 2010    | Medellín            | Colombia             |                                                          |
| Norteamérica             |                     |                      |                                                          |
| 19 de noviembre de 2010  | Mérida              | México               |                                                          |
| 20 de noviembre de 2010  | Tuxtla Gutiérrez    | México               |                                                          |
| Latinoamérica            |                     |                      |                                                          |
| 1 de diciembre de 2010   | Ciudad de Guatemala | Guatemala            |                                                          |
| 2 de diciembre de 2010   | Tegucigalpa         | Honduras             |                                                          |
| 3 de diciembre de 2010   | San José            | Costa Rica           |                                                          |
| Norteamérica             |                     |                      |                                                          |
| 13 de febrero de 2011    | Cancún              | México               | Estadio Cancún 86                                        |
| Latinoamérica            |                     |                      |                                                          |
| 18 de marzo de 2011      | San Juan            | Puerto Rico          | Coliseo José Miguel Agrelot                              |
| 22 de marzo de 2011      | Buenos Aires        | Argentina            | Estadio Malvinas Argentinas                              |
| 23 de marzo de 2011      | Neuquén             | Argentina            | Microestadio Ruca Che                                    |
| 24 de marzo de 2011      | Ushuaia             | Argentina            |                                                          |
| 25 de marzo de 2011      | Rosario             | Argentina            | Microestadio Newells Old Boys                            |
| 26 de marzo de 2011      | Córdoba             | Argentina            | Orfeo Superdomo                                          |
| Norteamérica             |                     |                      |                                                          |
| 29 de abril de 2011      | Tepic               | México               | Instalaciones de la Feria                                |
| 21 de mayo de 2011       | La Paz              | México               | Estadio Arturo Nahl                                      |
| Latinoamérica            |                     |                      |                                                          |
| 13 de junio de 2011      | Asunción            | Paraguay             | Iglesia CFA Central en Asunción                          |
| 14 de junio de 2011      | Asunción            | Paraguay             | Iglesia CFA Central en Asunción                          |
| Norteamérica             |                     |                      |                                                          |
| 17 de junio de 2011      | Chihuahua           | México               |                                                          |
| 24 de junio de 2011      | Tampico             | México               | Centro de Convenciones                                   |
| Latinoamérica            |                     |                      |                                                          |
| 15 de julio de 2011      | Managua             | Nicaragua            |                                                          |
| 16 de julio de 2011      | San Pedro Sula      | Honduras             |                                                          |
| Norteamérica             |                     |                      |                                                          |
| 29 de julio de 2011      | Dallas              | Estados Unidos       | Gateway Church                                           |
| 27 de agosto de 2011     | El Paso             | Estados Unidos       | Vino Nuevo West                                          |
| Latinoamérica            |                     |                      |                                                          |
| 8 de septiembre de 2011  | Bogotá              | Colombia             | Coliseo Cubierto El Campín                               |
| 9 de septiembre de 2011  | Cali                | Colombia             | Estadio Olímpico Pascual Guerrero                        |
| 10 de septiembre de 2011 | Sincelejo           | Colombia             | Estadio 20 de Enero                                      |
| 11 de septiembre de 2011 | Medellín            | Colombia             |                                                          |
| Norteamérica             |                     |                      |                                                          |
| 17 de septiembre de 2011 | Atlanta             | Estados Unidos       | Gwinnett Arena                                           |
| Latinoamérica            |                     |                      |                                                          |
| 27 de septiembre de 2011 | Pereira             | Colombia             | Estadio Monumental Hernán Ramírez Villegas               |
| 29 de septiembre de 2011 | Villavicencio       | Colombia             | Estadio Macal                                            |
| 30 de septiembre de 2011 | Cartagena           | Colombia             | Estadio Chiquinquirá                                     |
| Norteamérica             |                     |                      |                                                          |
| 7 de octubre de 2011     | Las Vegas           | Estados Unidos       | Central Christian Church                                 |
| 8 de octubre de 2011     | Denver              | Estados Unidos       |                                                          |
| 14 de octubre de 2011    | Saltillo            | México               | Auditorio Parque Las Maravillas                          |
| Latinoamérica            |                     |                      |                                                          |
| 25 de octubre de 2011    | Huancayo            | Perú                 | Estadio Huancayo                                         |
| 27 de octubre de 2011    | Piura               | Perú                 | Estadio Miguel Grau                                      |
| 28 de octubre de 2011    | Arequipa            | Perú                 | Explanada de la Feria                                    |
| 29 de octubre de 2011    | Lima                | Perú                 | Estadio Nacional                                         |
| 5 de noviembre de 2011   | Temuco              | Chile                | Gimnasio Olímpico                                        |
| 7 de noviembre de 2011   | Talcahuano          | Chile                | Tortuga de Talcahuano                                    |
| 9 de noviembre de 2011   | Santiago de Chile   | Chile                | Movistar Arena                                           |
| Norteamérica             |                     |                      |                                                          |
| 2 de diciembre de 2011   | Miami               | Estados Unidos       | AmericanAirlines Arena                                   |
| Latinoamérica            |                     |                      |                                                          |
| 15 de diciembre de 2011  | Santiago            | República Dominicana |                                                          |
| 16 de diciembre de 2011  | Santo Domingo       | República Dominicana |                                                          |
| Norteamérica             |                     |                      |                                                          |
| 18 de febrero de 2012    | Monterrey           | México               | Arena Monterrey                                          |
| 20 de febrero de 2012    | McAllen             | Estados Unidos       |                                                          |
| 2 de marzo de 2012       | Guadalajara         | México               | Auditorio Telmex                                         |
| Latinoamérica            |                     |                      |                                                          |
| 15 de marzo de 2012      | Guayaquil           | Ecuador              | Centro de Convenciones Simón Bolívar                     |
| 16 de marzo de 2012      | Quito               | Ecuador              | Coliseo General Rumiñahui                                |
| Norteamérica             |                     |                      |                                                          |
| 13 de abril de 2012      | Mexicali            | México               | Plaza Calafia                                            |
| 14 de abril de 2012      | Valle de Guadalupe  | México               | Hotel Boutique                                           |
| 27 de abril de 2012      | Ciudad Juárez       | México               |                                                          |
| Latinoamérica            |                     |                      |                                                          |
| 9 de mayo de 2012        | Santiago            | Panamá               | Figali Convention Center                                 |
| 11 de mayo de 2012       | San José            | Costa Rica           | Estadio Nacional                                         |
| 12 de mayo de 2012       | San Salvador        | El Salvador          | Estadio Nacional Jorge “Mágico” González                 |
| Norteamérica             |                     |                      |                                                          |
| 18 de mayo de 2012       | Agua Prieta         | México               | Gimnasio Municipal                                       |
| 25 de mayo de 2012       | Washington D. C.    | Estados Unidos       | Patriot Center                                           |